# Spåra staden
Spåra staden var den sjätte och sista vandringsutställningen på tåg som myndigheten Riksutställningar producerade tillsammans med SJ, Statens järnvägar. Utställningen vände sig till elever i högstadiet och gymnasiet och besökte 35 orter i Sverige 1998 till 2000. Syftet var att skapa dialog mellan ungdomar och beslutsfattare, och att öka unga människors inblick i hur tätorten var konstruerad. En tanke var också att öka intresset hos unga människor i tätort för den miljö de bodde i och engagera sig mer i stadens planering.

## Bakgrund
Spåra staden var i grunden en del av det arbete som startade med seminariet Utställningen i stadsstudier 1984. Stadsstudieseminariet var inspirerat av idéer från Storbritannien där studier av staden fanns på schemat i skolan på 1980-talet. Syftet med de brittiska stadsstudierna var att göra eleverna medvetna om den miljö som de vistades och bodde i. Förhoppningen var också att en ökad insyn i hur närområdet fungerade skulle bidra till att fler unga ville engagera sig där de bodde.
På flera ställen i England hade lokala resurscenter startats av arkitekter, stadsplanerare och lärare, så kallade Urban Studies Center, avsedda för de skolor som fanns i det aktuella området. När skolklasserna skulle studera sin närmiljö kunde de få hjälp och stöd av centrets arkiv och arkitekter för att studera kartor, mäta, fotografera och teckna av sin omgivning. I många fall blev samarbetet en framgång och ”streetwork” blev ett schemalagt ämne.

### Stadsstudiegruppen i Stockholm
Med det brittiska arbetet som inspiration startades Stadsstudiegruppen i Stockholm med Riksutställningar som en av deltagarna. Gruppen arrangerade under några år flera seminarier för att utveckla metoder för en svensk motsvarighet till brittiska ”streetwork”. Bland annat samarbetade Riksutställningar med konsthistorikern Elly Berg som under 1980-talet arbetade med barn och deras studier av Gamla stan i Stockholm och huvudstadens förorter.
1984 arrangerade Riksutställningar ett seminarium med namnet Utställningen i stadsstudier. Huvudspåret för seminariet var hur utställningsmediet skulle kunna användas som en metod i ämnet stadsstudier och hur stadsstudierna, som i Storbritannien, skulle kunna införas på skolschemat i Sverige.
Seminariet betonade sättet som det insamlade materialet skulle redovisas, efter att närmiljön hade studerats. Kvarter och byggnader kunde avbildas genom modeller, vilket skulle ge en träning i uppfattning av skala, material och form. På så vis fick eleverna pröva nya kunskaper genom praktiskt arbete, vilket skulle ge en bättre uppfattning av hur deras boendemiljö var konstruerad – och samtidigt öka intresset för den.
Ett exempel på metoden var ett projektarbete vid Högalidsskolan i Kiruna 1981, i samband med att en högstadieklass gjorde ett projektarbete i historia. Eleverna fick hjälp av en arkitekt för att konstruera en stor modell av Kiruna gamla barnhem, som hade rivits för att ge plats åt Högalidsskolan. Modellen tillverkades i slöjdsalen och visades på utställningen Huset på berget.

### UtställningenSvenska hus
Därefter följde vandringsutställningen Svenska hus, som började som en tv-serie, men sedan omarbetades till en utställning. Svenska hus-projektet startades 1995 av Sveriges Television och Utbildningsradion i samarbete med Posten frimärken, Riksutställningar och Riksantikvarieämbetet. Förutom tv-serien omfattade Svenska hus vandringsutställningen, en serie radioprogram och frimärksutgivning.
Utställningens tema var gamla hus i förfall och som var rivningshotade, eller udda typer av hus som berättade något om svensk kulturhistoria. Utställningen Svenska hus bestod av två byggnader. Det ena var ”glashuset” som fylldes med hundra modellhus. Det andra var ”trähuset” som innehöll material som skulle ge inspiration till besökarna, färgprover, modellsatser och exempel på gamla detaljer och byggnadstekniker. På varje turnéort kompletterades huvudutställningen med lokalt material och skolklasser engagerades i olika program.
Som avslutning på arbetet med Svenska hus arrangerade Rksutställningar 1998 seminariet Svenska hus och sen? På seminariet fick mottagarna, de lokala utställarna, berätta om sina erfarenheter av utställningen. De pedagogiska erfarenheterna dokumenterades för att så småningom ligga som grund för arbetet med Riksutställningars kommande produktion, Spåra staden.

## Tema
Spåra stadens syfte var att skapa en dialog mellan ungdomar och de som fattar besluten i samhället, liksom en känsla för hur tätortens omgivning såg ut och varför. På ungefär samma vis som i Storbritannien var tanken att Spåra staden skulle ge ungdomar en större kunskap om byggande och stadsplanering. Utställningen ville också ge de unga en större kunskap om det samhälle de vistades i sin egen roll i det och därigenom större möjlighet att vara med och påverka och bli delaktiga i demokratiska processer. Målgrupp för Spåra staden var högstadieelever, men allmänheten var också välkommen.
Erfarenheterna från Spåra staden och Svenska hus användes som en bas för myndighetens senare produktion www.5hus.nu. Det blev Riksutställningars första webbutställning och lanserades under Arkitekturåret 2001. Www.5hus.nu var ett försök att genom internet hitta nya former av mötesplatser för en större och bredare publik. Som namnet antyder handlade utställningen om arkitektur och visade fem olika byggnader som var konstruerade som mötesplatser för unga människor. Syftet med utställningen var att besökaren skulle få en inblick i den byggprocess som krävdes för att uppföra de fem olika byggnaderna, men också att yngre personer skulle intressera sig mer för att diskutera arkitektur.

## Produktion
Spåra staden var Riksutställningars sista tågutställning i samarbete med SJ – nummer sex i ordningen. Den besökte 350 stationer på olika platser i Sverige mellan 1987 och 2000. Den här gången samarbetade Riksutställningar också med Stockholms kulturhuvudstadsår 1998 och Svensk bostadsmässa.
Riksutställningars tåg bestod av specialkonstruerade utställningsvagnar, men också en vagn som hade reserverats för undervisning, möten och filmvisning. Det fanns också en personalvagn för guiderna.

Så här beskrev Helene Broms, producent och projektledare på Riksutställningar, satsningen på tåg, i slutrapporten ”Riksutställningars utställningståg Spåra staden – en resa i kunskap och upplevelser”:
Riksutställningar har sedan 1987 producerat sex utställningar i samarbete med SJ. Utställningstågen har varit en möjlighet för Riksutställningar att nå ut till mindre orter som inte har egna utställningslokaler. Tåget består av fyra utställningsvagnar och har en specialinredd personalvagn med sovhytter, kök och vardagsrum. Tre guider bor och arbetar på tåget en vecka i taget, dessutom finns en specialanställd lokförare alltid med. De senare tågen har vänt sig till barn och ungdomar som är en viktig målgrupp för oss. När jag fick i uppdrag att utreda möjligheten att göra ett tåg på temat Staden upplevde jag ämnet som enormt och svårt att pressa in i fyra tågvagnar som mätte tre gånger tjugo meter vardera. Men ämnet lockade mig och utmanade till att pröva nya arbetsformer för att nå och aktivera skolans äldre elever.
För publiken skulle Spåra staden vara en scenografisk upplevelse, en vandring genom tågets fyra vagnar med deras innehåll.

Helene Broms förklarar:
Med utställningen ville vi skapa en annorlunda miljö, ett rum som fysiskt påverkade och som överraskade. Där skulle besökaren bli uppmärksam på olika företeelser i staden och ställas inför oväntade fakta och möta kunniga guider som kunde inspirera och provocera. I en vagn skulle det finnas möjligheter att själv bygga en stad i liten skala. Vi ställdes inför en uppgift som inte bara krävde en spännande utställning utan även metoder för att initiera lokala aktiviteter och skolprojekt.

### Fyra vagnar
Spåra staden bestod av fyra tågvagnar där besökaren lotsades genom utställningen från vagn ett till fyra. Syftet var att bjuda publiken på en spännande och scenografisk upplevelse.

#### Vagn 1: ”Mötet med staden”
En plats med människan i centrum. Ett av inslagen var de möten som sker i en stad, särskilt de slumpvisa och tillfälliga som kan leda till någonting oväntat och nytt. En annan av infallsvinklarna var att skildra de människor och yrkesgrupper som får staden att fungera, exempelvis renhållningsarbetare, busschaufförer, parkeringsvakter och lottförsäljare.
I vagn 1 fanns bland annat:
- Torget. Stadens hjärta.
- Torgets mönster, hämtat från Sergels torg, Stockholm.
- Kiosken. Symbol för åsikts- och tryckfrihet.
- Föreläsningsrummet. Inspirerat av den anatomiska teatern i Uppsala. En plats att slå sig ner på och samla grupper på innan visning i utställningståget. Ritat av Katarina Bonnevier, Helen Broms, Marion Fust.
- Tjuvlyssnandet. Ett fenomen som underlättas av att människor oplanerat kommer nära varandra i städer och får möjlighet att höra vad som sägs.
- Visionerna. Synen på hur staden ska se ut i framtiden.
- Modell av Stortorget i Karlstad. Fri tolkning av det verkliga Karlstads torg och använt som en symbol för torget i en mellanstor, svensk stad. Modellbyggare Reinhardt Roth.
- It-staden. En fantasistad utan praktiska begränsningar i tid eller rum. Modellbyggare: Andreas Hammar.[16]

#### Vagn 2: ”Det dolda stadsrummet”
En tunnelliknande kulvert genom hela vagnen fick symbolisera tätortens eller stadens undre värld, en plats för avlopp och ledningar som staden behövde för att kunna fungera. Här fanns stadens blodomlopp och nervcentral. Ljudet från vattenledningarna var en del av besöket, liksom betong, råttor och hemlösa personer som försökte hitta en varm plats att sova på. För att komma in i kulverten går besökarna in genom dörrar som öppnas automatiskt. På de stängda dörrarna projicerades på insidan kulverten en film som visade hur en fjärrstyrd robot genomförde en inspektion av ett avloppssystem. I mitten av kulverten fanns en kontrollpanel där besökarna kunder övervaka vad som hände i vagnen. Två filmer visades i kontrollpanelen. En gav exempel på en mänsklig ”rörinspektion” med hjälp av en fiberoptisk kamera, det som under samlingsnamnet kallas för endoskopi. I det här fallet gällde undersökningen matstrupe och magsäck och dessutom ändtarm – gastroskopi och rektoskopi. Film två föreställde en resa med Stockholms tunnelbana.
Kulverten (”Tuben”) innehöll bland annat ett antal tittskåp/utrymmen med bilder, föremål och modeller.
1. Foto från Londons tunnelbana under andra världskriget. Foto Bill Brandt.
2. Bil åker igenom gatan, i samband med en gasläcka och brand på Manhattan, New York. Foto Emily Wamsteker/AP Photo.
3. Mumier från katakomber i Palermo. Foto Classic Picture.
4. Delar av skelett från människa. Autentiska plastmodeller för undervisning.
5. Tapir. Modell Maria Knyphausen.
6. Atlantis. Modell Reinhardt Roth.
7. ”Stadsräven”. Bild av räv bland soptunnor i London. Foto Chris Packham BBC/Naturbild.
8. Uteliggaren. Foto Claesson.
9. Råtta. Foto Anticimex
10. Berguvspar. Foto Tobias Röstlund/Pressens Bild.
11. Tjernobyl. Foto Sven-Erik Sjöberg/Pressens Bild.
12. Babelshus. Av Pieter Brueghel d.ä.
13. Biosfären/Star trek. Modell av Axel Örtenblad.
14. Graffitigubbe. Foto Maria Knyphausen.
15. Stadens uppvärmning/energiförsörjning. Modell Reinhardt Roth.
16. Modell av bakgård med soptunnor. Modellbyggare Göran Josephzon.[18]

#### Vagn 3: ”Stadsväven”
Vagnens väggar var klädda med speglar för att rummet skulle kännas större än vad det var och göra staden mer vidsträckt och oöverblickbar. Ljus- och ljudeffekter bidrog till stadskänslan där besökaren gick på ett asfalterat golv med mjuka bildäck. Trånga passager löpte mellan höghusformade burar med föremål som skulle få besökaren att fundera kring staden som fenomen. Här fanns exempel på stadens lockelse, men också upplevelser av främlingskap och en brist på samhörighet och sammanhang. Det var nästan lika lätt att gå vilse i Spåra staden som i den riktiga staden, eller var det tvärtom?
Stadsvävens burar bestod av följande innehåll:
- Religion. Formgivare Lovisa Johansson. Här fanns de sex världsreligionerna utplacerade på hyllplan. Plan 1: hinduism, plan 2: buddhism, plan 3: judendom, plan 4: kristendom, plan 5: sikhism, plan 6: islam, plan 7: new age och markplanet fick representera nordisk mytologi.
- Offentlig toalett. Formgivare Lovisa Johansson.
- Brott. Formgivare Magnus Möllerstedt.
- Rat race. Formgivare Magnus Möllerstedt.
- Begär. Formgivare Magnus Möllerstedt.
- Köandet. Formgivare Jeanette Wiman.
- Utestängd/Innestängd. Formgivare Jeanette Wiman.
- Stadens mat. Formgivare Jeanette Wiman.
- Nybyggnad. Formgivare Klas Ruin.
- Rivning. Formgivare Klas Ruin. Rivningsbild Maria Knyphausen.
- Medicin/Hälsa. Formgivare Carina Ostenfeldt.
- Café. Formgivare Klas Ruin
- Segregation. Formgivare Klas Ruin.
- Skyltar och spel. Formgivare Andreas Hammar.
- Reklam. Formgivare Klas Ruin.
- Stadens snitt. Modell av Lars Agger.
- Grönskan/Parken. Formgivare Simon Häggblom.[19]

#### Vagn 4: ”Erfarenhetenskabinett”
Rummet visade hur yrkesgrupperna arkitektens och stadsplanerarens arbete såg ut. På mjuka kuddar uppmanades besökaren att slå sig ner för att studera kartor och modeller av historiska stadsplaner. I vagnen fanns också en stor landskapsmodell som kunde användas för att prova rollen som stadsplanerare, helt enkelt prova på att bygga sin egen stad.
I vagnen fanns bland annat Veronaväggen och Bucharaväggen. Olika typer av teman var arkitektens arbete från idéskiss till modell, stadens pusselbitar och stadens förvandlingar. I vagn fyra fanns också ett antal modeller och föremål som visade hur olika typer av stadsbildningar och byggnationer kunde se ut. Bland annat:
- Stadsbranden. Modellbyggare Lars Agger.
- Katarina kyrka.
- Malmgård, guldsmed och apotek. Modeller i betong från Skansen.
- Kirunahus. Modell efter fotografier på de första husen i Kiruna, byggda av nybyggare.
- Valvmodell i trä. Undervisningsmodell från Thorildsplans gymnasium, Stockholm.
- Öppen spis. Modellbyggare Ola Broms.
- Flygfoto av Kållered utanför Göteborg med köpcentrum och industrier längs motorvägen. Beställt från Lantmäteriet (Metria) i Gävle.
- Kundvagnar. Lånade från företaget Expedit, som vid tillfället importerade kundvagnar från Tyskland till butikskedjorna Obs! och Ica.
- Exempel på centrumförnyelse på 1960-talet.
- Domustallriken. Med Domusvaruhuset i Västerås (byggt 1968-1970).
- Tegelhusen, Elevarbete på arkitekturlinjen i Köpenhamn. Modellbyggare Ola Broms.
- Modell i papp av 1970- eller 1980-talhus.[20]

Som exempel på stadens mönster fanns bland annat en mosaik på golvet i vagn 4. Mosaiken kombinerade ett persiskt uråldrigt mönster med den befästa europeiska renässansstadens murformationer och planlösningen för ett amerikanskt köpcentrum. Konstruktör och tekniker Davoud Gyllenberg, Riksutställningar.

### Stort engagemang lokalt
Filosofin bakom Spåra staden var att i så hög utsträckning som möjligt engagera den lokala utställaren. Så här förklarades tänket bakom det hela i Riksutställningars utställningserbjudande:
Utställningen vill på varje turnéort inspirera till aktiviteter och projekt som har staden som tema och kan förhoppningsvis bli en idé- och informationslänk mellan olika städer. Spåra staden vill stimulera alla som är intresserade av staden och stadsmiljön till samtal och debatt, men framförallt väcka lusten hos ungdomar att engagera sig i sin stad.
Några månader innan premiär träffade ansvariga på Riksutställningar lokala myndigheter och institutionen för att inspirera och tipsa om lokala aktiviteter i samband med utställningen. Exempel på lokala samarbetspartners var ortens olika förvaltningar, bland annat gatukontor, stadsbyggnadskontor, parkförvaltning, men också museer.
Resultatet blev bland annat vandringar i tillfälligt öppnade underjordiska utrymmen och tunnlar, stadsvandringar på bakgårdar och i trädgårdar, visning av reningsverk och vattentorn. I vissa fall besökte ortens stadsarkitekt utställningståget för att svara på besökarnas frågor. Gensvaret blev särskilt stort i Malmö där kommunen bildade en arbetsgrupp med ansvar för olika skolprojekt i anslutning till utställningen. Arbetsgruppen bestod av representanter från stadsbyggnadskontoret, gatukontoret och Malmö stadsfastigheter.
Lärare och elever fick möjlighet att delta i arbetet och utforma egna program med visioner om hur staden kunde se ut. Totalt deltog 700 elever från flera olika skolor. På Stenkumlaskolan blev temat studier av broar. Eleverna samlade ihop pengar till en rundtur med båt så att staden och dess broar kunde studeras från en annan infallsvinkel. Arbetet innebar för många av eleverna att de fick besöka platser i Malmös innerstad som de tidigare aldrig hade varit på.

### ”Fula hus” och serier
25 till 26 augusti 1999 arrangerades seminariet Spåra staden på Malmö börshus, där bland andra antikvarie, stadsbyggare och stadsträdgårdsmästare gav sin ”syn på staden”. Seminarier arrangerades på fler orter, bland annat i Nyköping där en lokaltidning uppmanade invånarna att rösta om stadens vackraste respektive fulaste hus. Skönhetstävlingen vanns av Sparbankshuset som hade invigts 100 år tidigare, 1 oktober 1898. Den andra utmärkelsen gick till det betydligt yngre stadshuset, som invigdes 11 december 1969.
I Göteborg bidrog Spåra staden till en hemuppgift i bild som gav en annorlunda tolkning av stadsmiljön. 33 elever på Schillerska gymnasiet gjorde tillsammans ”Staden – Ett seriealbum”, svartvitt i skiftande stilar. Medverkade gjorde: Lisa Alexandersson, David Andersson, Magnus Andersson, Omid Delafrouz, Jonas Engberg, Elias Gillberg, Petter Hallén, Robin Harnesk, Rickard Hellström, Lina Holmberg, David Johansson, Patrik Johansson, Johan Larsson, Natasha Larsson, Jens Lekman, Åsa Lernborg, Charlie Lindström, Douglas Javier Salvador Hasbún Martinez, Emma Morin, Anna-Karin Nilsson, Göran Nilsson, Okänd, Lilian Olsson, Tobias Ottadahl, Johan Planefeldt, Karin Pollnow, Felicia Rosvall, Karl Johan Ryberg, Anni Skoglund, Therese Spjut, Elin Svensson, Petra Svensson, Mikael Szyrmanski.

Utställningens tolv guider bodde och arbetade på tåget tre och tre en vecka i taget. De hade olika bakgrunder, bland annat snickare, kulturvetare, journalist, arkitekt, arkeolog. En av guiderna var Mathias Strömer som sammanfattade några av sina upplevelser på det här viset:
Utställningens många intryck är för en del berusande, för andra förbryllande eller påträngande./.../Många elever har upplevt samtalet som viktigt, att någon tagit sig tid att lyssna på ungdomars villkor och hur de uppfattar sin stad. Diskussionerna har vandrat mellan teoretiska stadsmodeller och konkreta exempel till att man faktiskt själv kan vara turist i sin egen stad – upptäcka staden med nya ögon och ord!/.../Det har varit angeläget att föra samman skolvärlden med vuxenvärlden. Vi har berättat för politiker, kommunala tjänstemän, lärare och museitjänstemänom alla skolklasser och elevers tankar. Ibland har ortens stadsarkitekt varit med under skolvisningen och lyssnat och svarat direkt på elevernas frågor. Vi har velat bidra till en ökad förståelse för staden och visa att det är möjligt att påverka. Metoden att tillsammans gestalta och omforma idéer och frågor om staden har satt igång en viktig läroprocess hos eleverna. Förhoppningsvis också hos beslutsfattarna.
När Spåra stadens turné var avslutad skrevs en rapport om projektet för att låta fler ta fler av erfarenheterna från arbetet med stadsstudierna, och de tankegångar som låg till grund för dem. Enligt rapporten blev resultatet att många elever hade fått nya kunskaper om sin stad och blivit mer engagerade i frågor som handlade om dess framtid.

På det här viset sammanfattade bebyggelsehistoriker Ewa Kron Spåra staden:
Det är synd att det inte gått att mäta med siffror och statistik alla dem som deltagit i seminarier, stadsvandringar, skolprojekt och övriga lokala kringaktiviteter som uppstått i alla städer. Klart är att många tiotusentals vuxna och ungdomar hörsammat Riksutställningars programförklaring och önskan om att tåget skulle ses som en möjlighet att engagera sig i sin stad, upptäcka arkitekturen, spåra stadens historia och inte minst diskutera stadsplanering för att kunna delta i beslut som rör stadens utveckling och framtid.

### Produktionsteamet
- Projektledare: Helene Broms.
- Projektsekreterare och turnéansvarig: Elisabet Adebo.
- Projektassistent: Malin Elldin, Carina Ostenfeldt.
- Utställningsarkitekter: Katarina Bonnevier, Simon Häggblom, Klas Ruin.
- Assisterande formgivare: Tandi Agrell, Marion Fust, Ola Marklund.
- Marknadsföring: Eva Kocsis, Eva Agneskog.
- Avtalsfrågor: Henri-Paul Amat.
- Personal: Eva-Karin Svensson.
- Byggledare: Jane Bengtsson (vagn 1 och 4), Conny Bohman (vagn 2 och 3).
- Utställningstekniker: Karin Eliaeson, Davoud Gyllenberg, Jan Ohlin.
- AV-tekniker: Sten Notsjö.
- Foto: Karl-Olov Bergström, Olof Wallgren.
- Film: Per Sandén.
- Litteratur: Ola Hammarlund, Åsa Norberg.
- Transport: Michael Cedergård, Esso Gunnarsson, Staffan Larsson, Lars Samuelsson.
- Ljud: Ylva Lindgren (vagn 1), Mikael Strömberg (vagn 2 och 3).
- Ljusdesign: Jan Gouiedo.
- Grafisk formgivning/logotyp: Carina Länk.
- Redaktör katalog: Monika Björk.
- Omslagsfoto: Anders Petersen.
- Tågexteriör: Henrik Linton.
- Modellbyggare och konstnärer: Lars Agger, Ola Broms Wessel, Birgitta Eriksson, Andreas Hammar, Bo Jonzon, Göran Josephzon, Maria Knyphausen, Agneta Linton, Sylvia Neiglick, Reinhardt Roth, Erika Sjöberg, Axel Örtenblad.
- Assisterande formgivare till vagn 3: Lovisa Johansson, Magnus Möllerstedt, Carina Ostenfeldt, Jeanette Wiman.
- Tekniker: Roland Andersson, Inger Bengtsson, Josefin Ericson, Alfred Grimlund, Peter Humla, Agneta Karlsson, Sören Karlsson, Sten Lindgren, Anna Mazetti, Allan Nilsson, Hamza Rehman, Christian Sandell, Tomas Selinder, Paul Sonesson, Bruno Tardat, Clarence Ulriksson.
- Skolprojekt: Anna-Bie Agerberg, Antonius van Arkel, Solveig Giambanco, Torbjörn Johansson, Ewa Kron.[30]
- Utställningsguider: Susanna Allesson, Homayoun Fassihi-Rad, Anneli Fluhr, Jonas Malmdal, Åke Modigh, Sofia Nordebrand, Maritta Norrman, Liselotte Bahnö, Per Bäckström, Nanna Ekman, Per Fjelland, Ulla Svanström, Johanna Bergström, Benny Hagström, Pirjo Andersson, Mathias Strömer, Petter Falck, Marika Kjellman, Mia Westring.
- SJ Konferens & Specialresor AB: Anders Melander, verkställande direktör; Per-Arne Allensten, produktionsplanerare.
- Lokförare: Tommy Bergqvist, Göran Enqvist, Sten Gjessing, Lars-Tommy Gustavsson, Jonny Hallgren, Anders Henriksson, Bill Hidfors, Erik Jervill, Tomas Larsson, Per Henrik Lind, Mats Risberg, Bosse Sandberg, Micke Sundin, Anders Svensson.[31]
- Samarbetspartners: Stockholm – Europas Kulturhuvudstad '98, Svensk Bostadsmässa.[30]

## Turné
Spåra staden invigdes lördagen 3 oktober 1998 mellan klockan 13.00 och 14.30 på Stockholms centralstation, spår 10. Vid tillfället hölls ett invigningstal och bandet Latin Kings fanns på plats. Spåra staden visades därefter på centralstationen mellan 4 och 11 oktober, klockan 11 till 14 på spår 19. Därefter fortsatte järnvägsresan ut i landet till och med våren 2000.

### Turné 1998
- Stockholm Central 3-11 oktober
- Spånga station 13-18 oktober.
- Jakobsbergs station, Järfälla 20-25 oktober.
- Södertälje 28 oktober-8 november.
- Sundbybergs centrum 10-15 november.
- Upplands Väsby station 17-22 november.
- Jordbro station, Haninge 24-29 november.
- Nyköpings central 2-13 december.[32]

### Några av turnéorterna 2000
- Trondheim
- Oslo
- Umeå
- Halmstad
- Linköping
- Katrineholm
- Karlskrona
- Växjö

### Publiken
Spåra staden besöktes av 652 skolklasser, totalt 12 000 elever tillsammans med nästan 900 lärare. Utställningen besöktes av närmare 750 politiker och tjänstemän från olika förvaltningar på resan genom landet. Ytterligare 10 000 barn och vuxna besökte Spåra staden under de timmar som utställningen var öppen för allmänheten. Oräknade är övriga besökare och grupper, bland andra arkitekter, författare, representanter från museer, bibliotek, studieförbund, organisationer och föreningar.
Under turnén förde guiderna dagbok där de reflekterade över händelser i samband med visningarna. Johanna Svensson, Mathias Strömer och Ulla Svanström om en del av besöket i Trondheim.

Onsdag 2000-01-12:
Första klassvisningen, för en klass 4 med sin lärare från Steindalskolan går mycket bra, inga språksvårigheter som väl är. Klassen var en pigg och uppskattande grupp som bygger en fin stad. Beträffande fantasistäder är det Ankeborg som gäller – den är alla förtrogna med. Karlstadsmodellen förvandlas lätt till Trondheim i våra besökares ögon och fantasi – t o m Nidälven är ju med!? Fröken tror också att det är Trondheim hon ser framför sig. Den medelstora, svenska staden fungerar alltså lika bra i Norge./.../
Måndag 2000-01-17:
På morgonen stöter NSB ihop sitt lok med utställningståget så kraftigt att saker flyger omkring. Vi upptäcker att ett rör i vagn 2 sprack av sammanstötningen. Vätskan har runnit ut och stinker. Vi städar upp det vi når och slänger delar av uteliggaren-platsen (filt, tidningar, vantar och skor, nya objekt får ordnas av de nya guiderna). Vätskan meddelar Helene och Elisabet innehåller inget farligt. Tyvärr har en del runnit under själva tunneln – det går inte att få upp. Sprickan finns längst ner till vänster i vagnen och är i en kortare svängd del av röret, såvitt vi kan se./.../

## Reaktioner
Dagens Nyheter, 1998-10-10:
För sjätte gången i rad rullar Riksutställningars tåg ut på turné i Sverige, den här gången för att ”Spåra staden”. Utställningen ska inspirera och väcka stadsbornas lust att upptäcka stadens hemligheter och riktar sig främst till ungdomar i årskurs nio och första årseleverna på gymnasiet. Men även allmänheten kan besöka tåget vissa kvällar i veckan och på helgerna. Tågets fyra utställningsvagnar visar stadens olika sidor, allt uppdelat i små montrar  så att vi ska få en idé om vad staden har att erbjuda. ”Allt är till salu. Men du måste ha pengar, nycklar och koder, se rätt ut och ha rätt ålder.”/.../En stad uppdelad i montrar är inte någon rolig syn men kanske den tänder ett intresse hos ungdomar. Jag tycker att det är en bra tanke att arbeta med staden, men utställningen känns ganska onödig./.../
Upsala Nya Tidning, 1999-01-19:
Ett tåg fyllt av stadstankar och bilder har ankommit till Enköpings station. Det är Riksutställningar och SJ som samarbetat och skapat ett tågset där fyra vagnar gjorts om till en utställning om staden i historia och nutid, om stadens synliga delar och om dess osynliga./.../En diskussion om stadens funktioner leder vidare in i den vagn som visat sig vara den mest populära bland skolelever, den som handlar om det dolda stadsrummet: – Mycket av det som inte bara är viktigt, utan direkt nödvändigt i en stad finns under dess yta/.../Där finns myterna, kloakråttan och kontrollpaneler, men också det osynliga folket, de hemlösa som söker sig till kulvertarna under jord för att få skydd och värme när sådant inte står att få någon annanstans.
Vestmanlands Läns Tidning, 1999-01-20:
Varför  ligger staden där den ligger och varför ser den ut just så här? Vad är stadens hjärta och vad är stadens själ? Svar på många frågor om staden men också inbjudan till nya svar ges i en stor och påkostad utställning, Spåra staden/..././.../måhända utställningen först och främst är pedagogisk och historisk för att ge ungdomarna referensramar men den har också konstnärliga och poetiska infallsvinklar på stadsbegreppet. De arkitekter, formgivare och tekniska utförare som Riksutställningar har knutit till sig har åstadkommit en fyra vagnar lång överraskande installation, där kunskap blandas med fantasi och yrkesskicklighet.

Västerviks-Tidningen, 1999-02-16:
Gå på upptäcksfärd i underjorden bland råttor och rör, tjuvlyssna på torgskvaller eller kika på arkitekters historiska verk och drömmar om staden. I fyra nyanlända tågvagnar finns möjligheten. Den rullande riksutställningen heter ”Spåra staden” och har parkerat vid järnvägsstationen i Västervik. Det doftar starkt av bildäck och asfalt. Bland stålburar med neonskyltar, religiösa symboler och matvaror hörs ljuden från trafik, flipperspel och rullande kreditkort. Vi befinner oss i en av fyra tågvagnar som nyligen rullat in i Västervik. Riksutställningen heter ”Spåra staden” och kommer att besöka ungefär 35 orter över hela landet. Arrangören är Riksutställningar och SJ i samarbete med Stockholm – Europas kulturhuvudstad 98 och Svensk bostadsmässa. – Tanken är att väcka lust, skapa intresse och debatt kring staden, dess möjligheter och innehåll, menar Stina Nordebrand, en av guiderna på utställningståget. För att lyckas med det har man gett ett antal uppfinningsrika konstnärer och arkitekter fria händer med att inreda fyra tågvagnar kring temat staden i går, i dag och i framtiden. Resultatet är mycket spännande och väcker nyfikenhet.
Nyheterna, 1999-02-16:
Riksutställningar har försökt att fånga de många intryck som möter besökaren i en stad och samtidigt försökt att på ett pedagogiskt sätt förmedla kunskap till skolelever. /.../Tågets miljö har utnyttjats av utställningens arkitekter och konstnärer till att göra en ovanlig och rolig skapelse./.../I en lång vit tunnel visas vad man kan se under städerna, sådant som är mindre synligt för många människor. I ett hål i golvet tittar armen från ett plastskelett fram och en uppstoppad råtta försöker pressa sig fram i skarven mellan två vattenledningsrör. Allt är fantasifullt och samtidigt tänkvärt. Jag stannar till framför en bild av en uteliggares hem, med de få, få ägodelarna inklämda vid något som ser ut som en vattencistern. Staden har många ansikten./.../Som avslutning på sin vandring genom tåget får eleverna bygga en modell av hur de vill att deras stad ska se ut. Den första besökande skolklassen i Västervik gjorde bland annat en gräddhylla, med en rad villor vid vattnet. Det byggdes också båthus, kyrka, höghus, elkraftverk och en soptipp. På trådarna över modellen placerade de Gud med en satellit på en filt. – Ofta när eleverna får bygga blir det många bordeller och systembolag. Det lustiga med den här klassen i Västervik var att här var det tjejerna som planerade. Killarna var mer försiktiga i början, säger Sofia Nordebrand [guide från Riksutställningar].
Jönköpings-Posten, 1999-03-10:
Hur formas vi av den miljö vi bor i? Märker vi förändringarna och hur reagerar vi på dem? Är staden en människovänlig plats att vistas i? Och om staden är vår, vad gör vi i så fall med den? Utställningståget Spåra staden, som nu står vid Jönköpings station, är en spännande och rätt så ruggig upplevelse. Ruggig därför att vardagliga företeelser i stadens vardag visas upp på ett sådant sätt att besökaren plötsligt ser dem – och kanske ifrågasätter./.../Besökaren möts av massor av ljus, signaler, flashar och mängder med ljud. Har vi det så här varje dag? Utan att vi märker att det aldrig finns någon tystnad?/.../På baksidan av en bur finns en porttelefon. När besökaren trycker på de olika kombinationerna kommer metalliska och rädda röster: – Hallå, vem är där? – Vem är det? En katt jamar övergivet. Redan 1940 skrev Karin Boye i Kallocain: Samhället har gått mot en allt strängare övervakning – och den har inte gjort oss säkrare, som vi hoppades, utan ängsligare./.../I en annan bur finns alla höga byggnader som strävar mot skyn, människan vill visa att hon kan bygga bäst och högst. Läkemedelsburen är inte kul. Inte heller rivningsburen eller ensamhetsburen.
Nerikes Allehanda, 1999-04-01:
Ett tåg fullastat med stadens historia kommer till Örebro nästa vecka. Genom att ta del av information om de olika  delarna i en stad, hoppas kommunen att elever ska bli intresserade av att hjälpa till att göra vår stad vackrare. Det är utställningståget Spåra staden som kommer till Örebro den 7-18 april som förhoppningsvis ska skapa detta intresse. Tågets fyra vagnar är fyllda med fakta, idéer och material om staden igår, idag och i framtiden. På de orter som utställningen besöker vill man stimulera och inspirera alla som är intresserade av städer och stadsmiljö. Och främst vill man få ungdomar att engagera sig i sin stad.
Västerbottens Folkblad, 1999-05-20:
Vi tar oss genom ett landskap av rymdlika tunnlar och gnistrande neon. I fyra tågvagnar har Riksutställningar byggt en fantasieggande låtsasvärld, en stad i staden, som precis rullat in på perrongen i Skellefteå./.../Utställningen liknar inte de traditionella fakta-utställningarna med långa förklaringar till vad betraktaren ser, utan bombarderar istället besökaren med intryck av staden som företeelse och vad som är viktigt i ens egen stad. – Tanken är att eleverna ska ha något kvar, även när tåget åter rullar ut från perrongen, säger Helene Broms som är projektledare för ”Spåra staden”.
Aftenposten, 2000-02-02:
En utstilling om livet i byen kom i går tøffende inn til Norsk Teknisk Museum på Kjeller./.../Det er de svenske Riksutstillingene som har sendt utstillingstoget ”På sporet av byen” til Norge denne vinteren. Toget har allerede tøffet rundt i Sverige i to år. Nå skal de fire vognene med innebygde undergrunnsmiljøer, storbyvirvar, parkanlegg, arkitektkontor og foredragssal vises for norske skoleelever. Formålet er blant annet å øke bevisstheten om byens struktur og arkitektur./.../– Det er både annerledes og spennende, synes Marianne Løvberg og Stine Larsen Hove som i går besøkte toget sammen med klasse 9d fra Engebråten skole./.../

## Ekonomi
Den lokala arrangören av Spåra staden fick hyra utställningen för mellan 10 000 och 30 000 kronor exklusive moms, beroende på hur långt utställningen skulle transporteras.

### Budget
Spåra stadens budget beräknades 1998-05-14 till 4 335 000 kronor. I den summan ingick posterna:
- Produktionskostnader: 1 455 000 kronor.
- Extra personal: 2 240 000 kronor.
- Guider: 120 000 kronor.
- Utvärdering: 10 000 kronor.
- Turnékostnader: 190 000 kronor.
- Information/marknadsföring: 320 000 kronor.[45]